# Дьяковский сельский совет (Бурынский район)
Дьяковский сельский совет (укр. Дяківська сільська рада) — входит в состав
Бурынского района
Сумской области
Украины.
Административный центр сельского совета находится в 
с. Дьяковка
.

## Населённые пункты совета
- с. Дьяковка
- с. Гатка
- пос. Копылово
- пос. Кошарское
- с. Сапушино
- с. Шпокалка

## Ликвидированные населённые пункты совета
- с. Першотравневое